# ダルビン・クック
- ダルヴィン・クック

ダルビン・ジェームズ・クック（Dalvin James Cook, 1995年8月10日 - ）は、アメリカ合衆国フロリダ州オパロッカ出身のプロアメリカンフットボール選手。NFLのボルチモア・レイブンズに所属している。ポジションはランニングバック。2022年からは選手生活の傍ら、元MLB選手のトレバー・メイと共にインドアフットボールのFCFザッパーズでオーナーを務めている。

## 経歴

### カレッジ

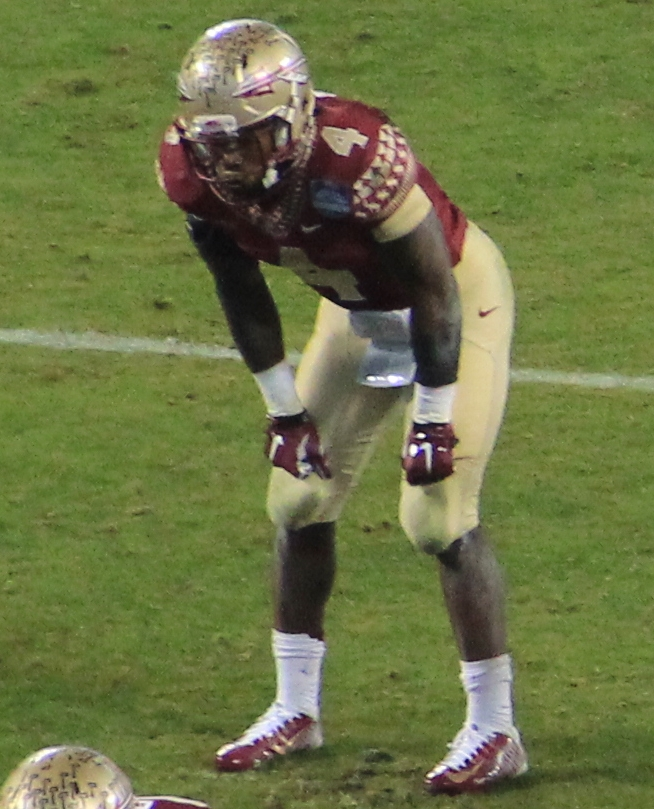
大学時代のクック
(2014年)

フロリダ州立大学に進学し、2年目の2015年シーズンにはウォリック・ダンが保持していた同大学の1シーズンにおけるラン獲得ヤード記録を更新。2016年シーズンには同じくダンが保持していた通算ラン獲得ヤード記録を更新した。最終的に1シーズンにおけるラン獲得ヤード（1,765）と通算ラン獲得ヤード（4,464）で新記録を樹立し、同大学史上最高のランニングバックと評されている。2016年シーズン終了後に2017年のNFLドラフトへアーリーエントリーへした。

### ミネソタ・バイキングス
| 身長                                                        | 体重           | 腕 の 長 さ       | 手 の 大 き さ   | 40Yrd ダ ッ シ ュ | 10Yrd ス プ リ ッ ト | 20Yrd ス プ リ ッ ト | 20Yrd シ ャ ト ル | 3 コ 丨 ン ド リ ル | 垂 直 跳 び       | 立 ち 幅 跳 び     | ベ ン チ プ レ ス | ワ ン ダ 丨 リ ッ ク |
| ----------------------------------------------------------- | -------------- | ----------------- | ---------------- | ----------------- | -------------------- | -------------------- | ----------------- | ------------------- | ----------------- | ------------------ | ----------------- | -------------------- |
| 5 ft 10+3⁄8 in (179 cm)                                     | 210 lb (95 kg) | 32+3⁄8 in (82 cm) | 9+1⁄4 in (23 cm) | 4.49 s            | 1.59 s               | 2.65 s               | 4.53 s            | 7.27 s              | 30+1⁄2 in (77 cm) | 9 ft 8 in (2.95 m) | 22 回             | 11                   |
| All values are from NFL Combine and Florida State's Pro Day |                |                   |                  |                   |                      |                      |                   |                     |                   |                    |                   |                      |

大学時代の活躍の通り実力は申し分なく、ドラフト前のコンバインでも好成績を残したが、過去の問題行動（後述）に見られる素行の悪さ、負傷歴などが原因で評価を落とした。結果的に全体41位でミネソタ・バイキングスから指名され、その後4年総額635万ドルのルーキー契約を結んだ。

#### 2017年シーズン
第3週のタンパベイ・バッカニアーズ戦でキャリア初のタッチダウンを記録した。しかし、続く第4週のデトロイト・ライオンズ戦で左膝の前十字靭帯を断裂し、そのままシーズン終了となった。

#### 2018年シーズン
このシーズンもハムストリングを痛めるなど怪我に苦しめられ、11試合の出場に留まった。

#### 2019年シーズン
このシーズンは大きく成績を伸ばし、1,135ラン獲得ヤード、13タッチダウンを記録して自身初となるプロボウルに選出された。プレーオフのワイルドカード・ラウンドのニューオーリンズ・セインツ戦では2つのタッチダウンを記録し、勝利に貢献した。しかし、続くサンフランシスコ・49ersとのディビジョナル・ラウンドでは不振に終わり、チームも敗れた。

#### 2020年シーズン
開幕前の2020年6月8日に、契約延長の交渉が纏まるまでチームの活動には参加しない意向を表明した。その後、9月12日にバイキングスと5年総額6,300万ドルの契約延長に合意した。
このシーズンは1,557ラン獲得ヤード、16タッチダウンとキャリア最高の成績を記録し、2年連続でプロボウルに選出された。

#### 2021年シーズン
このシーズンは1,159.ラン獲得ヤード、6タッチダウンを記録し、3年連続でプロボウルに選出された。

#### 2022年シーズン
開幕前に背番号をプロ入り以降使用していた「33」から、大学時代の「4」に変更することを発表した。このシーズンは1,173ラン獲得ヤードを記録し、4年連続でプロボウルに選出された。
しかし、チームの財政上の理由から、オフに自由契約となった。

### ニューヨーク・ジェッツ
2023年8月16日にニューヨーク・ジェッツと860万ドルの単年契約を結んだ。初戦からQBアーロン・ロジャーズを欠いたジェッツでは活躍できず、シーズン終了間際にチームから離れることで相互に合意した。

### ボルティモア・レイヴンズ
ジェッツによりウェイバーにかけられるも獲得するチームはなく、2024年1月4日にボルティモア・レイブンズと契約した。

## 不祥事
前述のように、大学時代に数々の問題行動を起こしている。2014年6月にBB弾で他人の車の窓ガラスを割ったとして起訴され、同年7月には自身が住むアパートで起こった暴行事件の加害者の一人として名前が挙がっている。
また、2015年には過去に子犬に対する虐待で逮捕されていたことが発覚した。同年にはバーで女性を殴ったとして暴行容疑で起訴されたが、この時は無罪が認められた。
プロ入り後の2021年11月に元ガールフレンドへの暴行容疑で告発されたが、本人は容疑を否認している。

## 家族
4歳下の弟ジェームズ・クックもNFL選手で、現在はバッファロー・ビルズに所属している。